# 黃金三角
《黃金三角》（法語：Le Triangle d'or）是1918年法國冒險小說，莫理斯·盧布朗的亞森·羅蘋系列小說之一。故事背景設定於第一次世界大戰期間的巴黎。以一批即將被外國間諜偷運出國，埋藏在塞納河岸港口中，作為法國參與一次世界大戰的軍費，價值一億四千萬的黃金為爭奪目標，怪盜與怪人的殊死鬥，究竟鹿死誰手?
本作於1917年5月21日至7月26日間在《新聞報》連載。1918年由Pierre Lafitte首度出版。

## 情節簡介
第一次世界大戰期間，在戰場上負傷的法國陸軍軍官帕特里斯·貝爾瓦爾上尉在巴黎一家野戰醫院休養，某次他無意中得知一群歹徒欲綁架野戰醫院護士克拉麗的計畫，便帶領幾名戰友們成功阻止了這場陰謀並把克拉麗救出，帕特里斯也因此愛上了克拉麗。同時帕特里斯還逐漸發現，他的父親與克拉麗的母親在多年以前似乎是戀人。克拉麗的丈夫銀行家艾薩雷一直以來進行將大量黃金運給他國的陰謀。在艾薩雷於家中神秘死亡後，帕特里斯與克拉麗發現，艾薩雷的秘書西梅隆似乎正設法殺害他們，而且是兩人的多年未見的父親，但另一方面，又有許多證據表明西梅隆多來來一直在幫助及撮合他們兩人……。
迷惑的帕特里斯上尉向化身為西班牙貴族敦·路易·普連納的怪盜亞森·羅蘋求助，最終在其幫助下解開謎底。

## 主要角色
- 帕特里斯·貝爾瓦爾上尉，本作主角，法國陸軍軍官，因受傷而在巴黎一家野戰醫院休養，愛上了護士克拉麗，卻有坎坷身世。
- 克拉麗，野戰醫院護士
- 亞森·羅蘋，使用奇妙手法查出黃金三角之謎。身份成謎的怪盜。
- 堂·路易·佩雷納 亞森羅蘋的化名，以友人身份幫助帕特里斯上尉。
- 艾薩雷，銀行家，克拉麗的丈夫，犯下叛國罪，並在多年前暗害帕特里斯的父親及克拉麗的母親，是故事中的怪人
- 西梅隆·迪奧多基斯，實際上真實身分是帕特里斯的父親阿爾芒·貝爾瓦爾，多年前與其愛人（克拉麗的母親）一同遭艾薩雷所害，但當時他僥倖逃過一劫，以西梅隆的身分潛伏在艾薩雷身旁擔任其的秘書，伺機復仇，並一直暗中撮合帕特里斯和克拉麗，但最終仍被艾薩雷殺害及冒用身分
- 「啞巴」（Yabon），軍人，塞內加爾人[2]，力大無比，對帕特里斯十分忠心，可惜尚未解開謎底就已被怪人陷害
- 戴斯馬尼翁，警官
- 格利高里，艾薩雷的手下及情婦
- 阿梅戴·沃什羅，西梅隆的朋友，職業是看門人